# Rückzugsgefecht
Bei einem Rückzugsgefecht im militärischen Sinne handelt es sich um eine Kampfhandlung in einem bewaffneten Konflikt, in dem sich einer oder mehrere der Konfliktanten aus einem Gebiet zurückziehen.

## Vorgehensweise
Ist ein Gebiet aus militärtaktischen Gründen, beispielsweise wegen gegnerischer Übermacht, Nachschubmangels oder klimatischer Unzulänglichkeiten (Vereisung, Verwüstung), nicht zu halten, kann ein Rückzugsgefecht einen geordneten Rückzug bei geringen eigenen Verlusten ermöglichen. Zergliederte Truppenteile können sich währenddessen sammeln, in sicheres Territorium abrücken und sich dort neu formieren.

## Historische Beispiele
Ein Beispiel dafür war die Schlacht der Spartaner unter Leonidas gegen die Perser an den Thermopylen. Bei dieser Schlacht ging es darum, den Verbündeten der Spartaner Zeit zu erkaufen, um ihre Truppenverbände zu einer Verteidigungslinie aufstellen zu können.
Ein weiteres Beispiel dafür ist die Schlacht bei Reichenbach und Markersdorf zwischen Napoleon und russischen Truppen, die der Schlacht bei Bautzen folgte, welche die russischen Truppen verloren hatten. Auf dem Rückzug Richtung Russland hatte ein Rückzugsgefecht genug Zeit verschafft, um den Russen einen geordneten Rückzug zu ermöglichen. Der russische General meinte später: „Das Schicksal des Feldzugs und der Armee hätte an diesem Tag besiegelt sein sollen.“
Auch die Varusschlacht, ein Gefecht, das sich über mehrere Tage hinzog, schlug aus einem Hinterhalt in ein Rückzugsgefecht um. Im Gegensatz zu den Beispielen oben war dieses aber nicht erfolgreich, da alle römischen Soldaten unter Varus starben.